# Nuoto ai campionati europei di nuoto 2014 - Staffetta 4x100 metri stile libero maschile
La staffetta 4x100 m stile libero maschile degli Europei 2014 si è svolta il 18 agosto 2014. Le batterie si sono svolte la mattina, mentre la finale si è svolta la sera dello stesso giorno.

## Medaglie
| Posizione | Oro                                                                                         | Argento                                                                                               | Bronzo                                                             |
| --------- | ------------------------------------------------------------------------------------------- | --- | ------------------------------------------------------------------ |
| Paese     | Francia                                                                                     | Russia                                                                                                | Italia                                                             |
| Atleti    | Mehdy Metella Fabien Gilot Florent Manaudou Jérémy Stravius Grégory Mallet* Clément Mignon* | Andrey Grechin Nikita Lobintsev Alexander Sukhorukov Vladimir Morozov Sergey Fesikov* Oleg Tikhobaev* | Luca Dotto Marco Orsi Luca Leonardi Filippo Magnini Marco Belotti* |

## Record
Prima della manifestazione il record del mondo (RM), il record europeo (EU) e il record dei campionati (RC) erano i seguenti.
| Record mondiale       | 3'08"24 | Stati Uniti | 11 agosto 2008 Pechino, Cina     |
| Record europeo        | 3'08"32 | Francia     | 11 agosto 2008 Pechino, Cina     |
| Record dei campionati | 3'12"46 | Russia      | 9 agosto 2009 Budapest, Ungheria |

Durante la competizione sono stati migliorati i seguenti record:
| Data      | Evento | Nazione | Tempo   | Record                |
| --------- | ------ | ------- | ------- | --------------------- |
| 18 agosto | Finale | Francia | 3'11"64 | Record dei campionati |

## Risultati

### Batterie
| Pos. | Batteria | Corsia | Nazione     | Atleti | Tempo   | Note |
| ---- | -------- | ------ | ----------- | --- | ------- | ---- |
| 1    | 2        | 8      | Russia      | Andrey Grechin (48"25) Sergey Fesikov (48"52) Oleg Tikhobaev (48"97) Nikita Lobintsev (48"43)                           | 3'14"17 | Q    |
| 2    | 1        | 8      | Italia      | Luca Dotto (48"55) Marco Belotti (49"50) Luca Leonardi (47"80) Marco Orsi (48"53)                                       | 3'14"38 | Q    |
| 3    | 1        | 1      | Polonia     | Konrad Czerniak (48"43) Sebastian Szczepanski (49"65) Kacper Majchrzak (48"99) Paweł Korzeniowski (48"71)               | 3'15"78 | Q    |
| 4    | 2        | 3      | Francia     | Mehdy Metella (49"22) Grégory Mallet (48"91) Clément Mignon (49"46) Fabien Gilot (48"65)                                | 3'16"24 | Q    |
| 5    | 2        | 2      | Belgio      | Jasper Aerents (49"60) Emmanuel Vanluchene (49"38) Glenn Surgeloose (48"96) Pieter Timmers (48"57)                      | 3'16"51 | Q    |
| 6    | 1        | 2      | Spagna      | Markel Alberdi (49"25) Ozeki B.K. Ortiz Canavate (49"06) Ozeki M. Ortiz Canavate (49"48) J. Miguel Rando Galvez (49"68) | 3'17"47 | Q    |
| 7    | 2        | 7      | Israele     | David Gamburg (50"32) Tom Kremer (49"41) Nimrod Shapira (49"72) Alexi Konovalov (49"50)                                 | 3'18"95 | Q    |
| 8    | 1        | 6      | Lituania    | Danas Rapšys (49"73) Simonas Bilis (49"47) Tadas Duskinas (51"01) Mindaugas Sadauskas (49"70)                           | 3'19"91 | Q    |
| 9    | 2        | 5      | Croazia     | Ivan Levaj (50"37) Mario Todorovic (50"57) Niksa Stojkovski (50"32) Mislav Sever (49"31)                                | 3'20"57 |      |
| 10   | 1        | 4      | Svezia      | Oscar Ekstroem (50"92) Alexander Nystroem (49"78) Christoffer Carlsen (49"98) Gustav Aberg Lejdstroem (50"06)           | 3'20"74 |      |
| 11   | 2        | 1      | Svizzera    | Jean-Baptiste Febo (51"21) David Raphael Karasek (50"66) Alexandre Haldemann (50"20) Nico Van Duijn (49"94)             | 3'22"01 |      |
| 12   | 2        | 4      | Lussemburgo | Julien Henx (50"91) Raphael Stacchiotti (50"58) Jean Francois Schneiders (51"07) Pit Brandenburger (50"53)              | 3'23"09 |      |
| 13   | 2        | 6      | Rep. Ceca   | Pavel Janecek (51"28) Martin Verner (49"53) David Kuncar (51"31) Tomas Havranek (51"00)                                 | 3'23"12 |      |
| 14   | 1        | 3      | Turchia     | Doga Celik (50"12) Baslakov Iskender (51"56) Alpkan Ornek (51"86) Doruk Tekin (52"02)                                   | 3'25"56 |      |
| —    | 1        | 5      | Romania     | Marius Radu (49"11) Daniel Macovei(50"14) Alin Coste(DSQ) Norbert Trandafir                                             |         | DSQ  |
| —    | 1        | 7      | Serbia      | |         | DNS  |

### Finale
| Pos. | Corsia | Nazione  | Atlet | Tempo   | Note                  |
| ---- | ------ | -------- | --- | ------- | --------------------- |
|      | 6      | Francia  | Mehdy Metella (48"69) Fabien Gilot (47"85) Florent Manaudou (47"54) Jérémy Stravius (47"56)                      | 3'11"64 | Record dei campionati |
|      | 4      | Russia   | Andrey Grechin (48"56) Nikita Lobintsev (48"54) Alexander Sukhorukov (47"58) Vladimir Morozov (47"99)            | 3'12"67 |                       |
|      | 5      | Italia   | Luca Dotto (48"47) Marco Orsi (48"36) Luca Leonardi (47"69) Filippo Magnini (48"26)                              | 3'12"78 |                       |
| 4    | 3      | Polonia  | Konrad Czerniak (48"84) Kacper Majchrzak (48"58) Sebastian Szczepanski (49"16) Paweł Korzeniowski (48"52)        | 3'15"10 |                       |
| 5    | 2      | Belgio   | Emmanuel Vanluchene (49"73) Glenn Surgeloose (49"10) Jasper Aerents (49"62) Pieter Timmers (48"17)               | 3'16"62 |                       |
| 6    | 1      | Israele  | David Gamburg (50"16) Tom Kremer (49"16) Nimrod Shapira (49"66) Alexi Konovalov (49"45)                          | 3'18"43 |                       |
| 7    | 8      | Lituania | Danas Rapšys (49"99) Simonas Bilis (49"50) Tadas Duskinas (50"44) Mindaugas Sadauskas (49"53)                    | 3'19"46 |                       |
| -    | 7      | Spagna   | Markel Alberdi(49"68) Ozeki B.K. Ortiz Canavate(49"21) Ozeki M. Ortiz Canavate(49"68) J.Miguel Rando Galvez(DSQ) |         | DSQ                   |